# Difração de elétrons
Na mecânica quântica a difração de elétrons ou difração eletrônica é um fenômeno que decorre da natureza ondulatória dos elétrons. Do ponto de vista técnico ou prático é uma técnica utilizada para estudar a matéria, disparando elétrons em uma amostra e observando o padrão de interferência resultante. Esta técnica é semelhante à difração de raios X e de nêutrons.

## Histórico
A hipótese de Broglie, formulada em 1924, prediz que partículas deveriam também comportar-se como ondas. A fórmula de De Broglie foi confirmada três anos depois para elétrons (os quais têm uma massa de repouso) com a observação de difração de elétrons em dois experimentos independentes.
Em 1927, nos Laboratórios Bell, Clinton Joseph Davisson e Lester Germer, por acidente, acabaram por comprovar experimentalmente a difração de elétrons. Eles estudavam a reflexão desses elétrons por um alvo de níquel e, ao aquecerem o alvo no intuito de remover uma camada oxidada que formou-se após um acidente com o sistema de vácuo, acabaram por cristalizá-lo. Thomson e Davisson dividiram o Prêmio Nobel de Física em 1937 por seu trabalho.
Na Universidade de Aberdeen George Paget Thomson passou um feixe de elétrons através de um filme fino de metal e observou os padrões de interferência previstos.
Por ser o cristal uma rede de átomos dispostos regularmente, este poderia ser "visto" pelo elétron como uma rede de difração, onde as fendas seriam os próprios espaçamentos inter-atômicos. Esse espaçamento, no caso do cristal, deveria ter a ordem de grandeza do comprimento de onda de de Broglie associado ao elétron que era da ordem de 1 Å.
Preparando um alvo que consistia de um único cristal, Davisson e Germer analisaram as direções nas quais os elétrons eram detectados. Utilizando as relações de Bragg para interferência construtiva em redes tridimensionais que já eram usadas na difração de raios-X em cristais, eles puderam comprovar as relações de de Broglie para os comprimentos de onda associados aos elétrons.

## Interação dos elétrons com a matéria

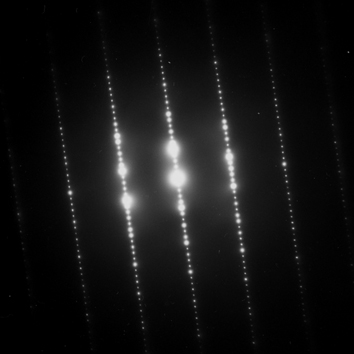
Padrão de difração de elétrons em um microscópio eletrônico de transmissão

Diferentemente de outros tipos de radiação utilizada em estudos de difração de materiais, tais como raios X e nêutrons, elétrons são partículas carregadas e interagem com a matéria por meio da força de Coulomb.
Isto significa que os elétrons incidentes "sentem" a influência tanto dos núcleos atômicos carregados positivamente como dos elétrons ao seu redor. Em comparação, os raios X interagem com a distribuição espacial dos elétrons de valência, enquanto os nêutrons são dispersos pelos núcleos atômicos através da força nuclear forte. Em adição, o momento magnético de nêutrons não é nulo, e são, portanto, também dispersos por campos magnéticos. Devido a essas diferentes formas de interação, os três tipos de radiação são apropriados para estudos diferentes.